# Cristoforo Segni
Cristoforo Segni (o también, Cristofor Segni) (Bolonia, -Roma, 8 de julio de 1661) fue un prelado italiano, mayordomo y prefecto de los Palacios Apostólicos bajo Inocencio X.

## Biografía
Fue hijo de Girolamo Segni, senador de Bolonia. Su familia paterna era una familia que hundía sus orígenes en el siglo XIII. Uno de sus miembros, Agostino de Giacomo Segni, había sido de los senadores de Bolonia que llevaban el palio en la coronación de Carlos V como emperador del Sacro Imperio en esta ciudad.
Inició su carrera eclesiástica, doctorándose en leyes y pasando después a Roma como parte de los Abbreviatori, empleados de la Cancillería Apostólica encargados del orden de las súplicas al pontífice. Dentro de este grupo perteneció a los 12 conocidos como de parco maiore. En 1621 fue nombrado por Gregorio XV como vicelegado en la provincia delle Marche.
Posteriormente obtendría un canonicato en la basílica de San Pedro de Roma. Hacia 1645 fue elegido por Inocencio X como su mayordomo, al haber sido su predecesor en el cargo, Alderano Cybo, elevado a la púrpura cardenalicia. Desarrollaría este importante cargo hasta no más tarde del 29 de diciembre de 1653 en que ya ejercía su sucesor, Ranuzzo Scotti. El 25 de abril de 1645 había sido nombrado arzobispo in partibus de Tesalónica. El 11 de febrero del año siguiente sería consagrado como obispo por el cardenal Giovanni Giacomo Panciroli, asistido por Alfonso Gonzaga, arzobispo in partibus de Rodas y Girolamo Farnese, arzobispo in partibus de Patrae. Posteriormente, Cristoforo asistiría en la consagración de distintos obispos.
Su cese como mayordomo mayor se había debido a insinuaciones vertidas por Olimpia Pamphili, cuñada del pontífice y mujer de gran influencia durante su pontificado.

En 1655, a la muerte de Inocencio X, aportó 50 escudos de su bolsillo para el entierro del pontífice. Este hecho es señalado al producirse con posterioridad a 1653, cuando según Ignazio Ciampo: 
fue despojado por Inocencio del cargo de mayordomo y tratado como un ladrón.
Murió en Roma en 1661 y fue enterrado en la iglesia de Santa Marta del Vaticano, anexa al hospital existente para aquellos servidores palatinos del pontífice que enfermaban. La iglesia y el hospital se encontraban precisamente bajo la jurisdicción del mayordomo de los Palacios Apostólicos y eran lugar tradicional de entierro de los servidores palatinos.
En el lugar donde se situaban esta iglesia y hospital se encuentra hoy la residencia Domus Santae Marthae.
Durante su carrera y como otros prelados romanos de su época ejerció como mecenas de diferentes artistas. Por ejemplo encargo al escultor Algardi un importante crucifijo que colgó de su capilla en la iglesia de Santa Marta del Vaticano y hoy se conserva en la capilla del Palazzo del Governorato en la Ciudad del Vaticano. Este crucifijo estaba inspirado en ya realizado por Algardi y conocido como el Crocifisso Alamandini, en cuya comisión para la homónima familia boloñesa, había participado su conciudadano Segni.

## Iconografía
Cuenta con un retrato atribuido parcialmente a Diego Velázquez, así como al pintor italiano Pietro Martire Neri. Esta obra fue subastada en Sotheby's en 2018 y adquirida por 4 millones de euros.
Además su retrato fue grabado en Venecia por Giacomo Piccini, en la época en que era mayordomo del Papa.

### Individuales
1. ↑  Schütze, Sebastian (1992). «Arte Liberalissima e Nobilissima. Die Künstlernobilitierung im päpstlichen Rom: Ein Beitrag zur Sozialgeschichte des Künstlers in der frühen Neuzeit». Zeitschrift für Kunstgeschichte (en alemán) 55 (3): 319-352. ISSN 0044-2992. doi:10.2307/1482586. Consultado el 12 de julio de 2023.
2. ↑  Pietramellara, Giacomo (1894). «Armoriale italiano (Addizioni e rettifiche al Dizionario Storico-Blasonico delle Famiglie Italiane del Comm. G. B. di Crollalanza). Elenco delle Famiglie Nobili di Bologna nel 1788 coll'indicazione di quelle che erano in possesso del grado senatorio». Giornale araldico-genealogico-diplomatico italiano (en italiano) 22: 256. Consultado el 12 de julio de 2023.
3. 1 2  Dolfi, Pompeo Scipione (1670). «Segni». Cronologia delle famiglie nobili di Bologna con le loro insegne, e nel fine i cimieri. Centuria prima, con vn breue discorso della medesima citta (en italiano). Bolonia. pp. 692-695.
4. ↑  Katterbach, Bruno (1929). «Abbriaviatori». Enciclopedia Italiana (en it-IT). Consultado el 11 de julio de 2023.
5. ↑  Capranica, Luigi (1988). Donna Olimpia Pamfili: storia del secolo XVII (en italiano). Salerno Editrice. p. 475. ISBN 978-88-85026-97-1. Consultado el 11 de julio de 2023.
6. ↑  Ciampi, Ignazio. «La fine di Donna Olimpia Pamphilj e la sue memorie a Roma». Nuova antologia di lettere, scienze ed arti (en italiano) 34: 49.
7. ↑  Ciampi, Ignazio (1878). Innocenzo X Pamfili e la sua corte: storia di Roma dal 1644 al 1655 : da nuovi documenti (en italiano). Roma: Coi tipi dei Galeati in Imola. p. 178. ISBN 978-0-8370-8494-7. Consultado el 11 de julio de 2023.
8. 1 2  Mazzarelli, Carla (2013). «New documents for Algardi's Alamandini 'Crucifix', 'a beautiful and famous thing'». The Burlington Magazine (en inglés) 155 (1328): 769-773. ISSN 0007-6287. Consultado el 12 de julio de 2023.
9. ↑  Gash, John; Montagu, Jennifer (1980). «Algardi, Gentile and Innocent X: A Rediscovered Painting and Its Frame». The Burlington Magazine (en inglés) 122 (922): 55-63. ISSN 0007-6287. Consultado el 12 de julio de 2023.
10. ↑  Palomino de Castro y Velasco, Antonio (1797). El museo pictorico, y escala óptica: Práctica de la pintura. Imprenta de Sancha. p. 501. Consultado el 12 de julio de 2023.
11. ↑  Harris, Enriqueta (1958). «Velázquez en Roma». Archivo español de arte 31 (123): 185-192. ISSN 0004-0428. Consultado el 12 de julio de 2023.
12. ↑  Colomer, José Luis (1993). «'Dar a Su Magestad algo bueno': Four Letters from Velázquez to Virgilio Malvezzi». The Burlington Magazine (en inglés) 135 (1079): 67-72. ISSN 0007-6287. Consultado el 12 de julio de 2023.
13. ↑  Robledano, Ana (2 de febrero de 2018). «"El Mayordomo de Inocencio X" vendido por 4 millones». ARS Magazine. Consultado el 11 de julio de 2023.
14. ↑  «Antique Print-CHRISTOFORO SEGNI-ARCHBISHOP-PORTRAIT-Piccini-1658 · Pictura Antique Prints». Pictura Antique Prints (en inglés estadounidense). Consultado el 11 de julio de 2023.